# حوش عيسى (مركز)
مركز حوش عيسى، مركز إداري مصري. يقع في وسط محافظة البحيرة الواقعة أقصى شمال جمهورية مصر العربية. مدينة حوش عيسى عاصمة المركز.